# Santa Anna, Texas
Santa Anna är en tätort i Coleman County, Texas, USA. Vid folkräkningen år 2000 bodde där 1081 personer (283 familjer). Enligt USA:s statistiska centralbyrå har orten en total area av fem kvadratkilometer, av vilket allt är land.